# Ro Khanna
Rohit Khanna (Filadelfia, Pensilvania, 13 de septiembre de 1976) es un político y abogado estadounidense. Ha sido el representante del 17.º distrito congresional de California desde 2017. Miembro del Partido Demócrata, derrotó al representante demócrata Mike Honda en las elecciones generales del 8 de noviembre de 2016, tras presentarse por primera vez para el mismo escaño en 2014. Khanna fue subsecretario adjunto en el Departamento de Comercio de Estados Unidos durante la presidencia de Barack Obama, desde el 8 de agosto de 2009 hasta agosto de 2011, y también copresidió la campaña presidencial de Bernie Sanders en 2020.
Khanna se identifica como un capitalista progresista y ha abogado por un «nuevo patriotismo económico» como filosofía de gobierno. Afirma que solo acepta donaciones de campaña de particulares y es uno de los seis miembros de la Cámara de Representantes de Estados Unidos, y de los diez miembros del Congreso, que declaran no aceptar contribuciones de campaña de comités de acción política (PAC) ni de empresas.

## Primeros años y educación
Rohit Khanna nació el 13 de septiembre de 1976 en Filadelfia, Pensilvania, en una familia hindú punjabí de origen indio.Sus padres emigraron a los EE. UU. desde Punyab, India, en la década de 1970. Su padre es ingeniero químico y se licenció en el Instituto Indio de Tecnología (IIT) y en la Universidad de Míchigan; su madre es una exmaestra de escuela.
El abuelo materno de Khanna, Amarnath Vidyalankar, era originario de la ciudad de Bhera, Distrito de Shahpur, Provincia de Punjab, India británica (actualmente Bhera, Distrito de Sargodha, Punjab Occidental, Pakistán). Formó parte del movimiento de independencia de la India, trabajando con Lala Lajpat Rai, y pasó dos años en prisión en la búsqueda del estatus de Dominio para India.En un artículo de opinión del Boston Globe en 2018, Khanna y el representante John Lewis examinaron cómo el movimiento de Gandhi estaba entrelazado con el movimiento por los derechos civiles.
Khanna se graduó en 1994 en el Council Rock High School North, un instituto público en Newtown, Condado de Bucks.Obtuvo una Licenciatura en Artes en economía con Honores de la Universidad de Chicago en 1998, donde fue miembro de Phi Beta Kappa, y en 2001 se doctoró en Derecho por la Escuela de Derecho Yale de la Universidad Yale.
Después de graduarse, Khanna trabajó como secretario del juez federal de apelaciones Morris S. Arnold en Little Rock, Arkansas. En la práctica privada, se especializó en derecho de propiedad intelectual.

## Trabajo temprano en política, derecho y enseñanza
Mientras estudiaba en la Universidad de Chicago, Khanna trabajó para William D. Burns recorriendo recintos electorales durante la primera campaña de Barack Obama para el Senado de Illinois en 1996. Khanna hizo una pasantía con Jack Quinn cuando Quinn fue el jefe de gabinete del Vicepresidente Al Gore.Como estudiante de segundo año, hizo prácticas en el Carter Center del expresidente Jimmy Carter.
Khanna trabajó en O'Melveny & Myers como abogado representante de empresas tecnológicas en cuestiones de propiedad intelectual y secretos comerciales de 2004 a 2009.
En 2009, el Presidente Barack Obama nombró a Khanna subsecretario adjunto del Departamento de Comercio de los Estados Unidos.En ese rol,Khanna dirigió misiones de comercio internacionaly trabajó para aumentar las exportaciones de EE. UU.Más tarde fue nombrado miembro del Consejo Empresarial de la Casa Blanca.
Khanna dejó el Departamento de Comercio en agosto de 2011para incorporarse a Wilson Sonsini Goodrich & Rosati, un bufete de abogados en Silicon Valley.
Su actividad jurídica pro bono incluye trabajo con el Mississippi Center for Justice en varios casos de fraude de contratistas en nombre de las víctimas del huracán Katrina, así como la coautoría de un amicus curiae ante la Corte Suprema de EE. UU. en el caso Mt. Holly, que permite demandas por discriminación racial bajo la Ley de Vivienda Justa de 1968.Como parte de un equipo jurídico pro bono, Khanna presentó un amicus curiae en el caso Fisher v. University of Texas (2016) en representación de 13 destacados científicos sociales del país. Este documento incluía investigaciones sobre cómo un entorno educativo diverso beneficia a los estudiantes y citaba estudios que mostraban que las políticas de admisión con "conciencia racial" (conocidas como acción afirmativa) utilizadas por instituciones como la Universidad de Texas generan una población estudiantil más diversa.
Khanna fue profesor visitante de economía en la Universidad de Stanford de 2012 a 2016, enseñó derecho en la Facultad de Derecho de Santa Clara, y también dio clases sobre jurisprudencia estadounidense en la Universidad Estatal de San Francisco. En 2012, publicó un libro sobre la competitividad estadounidense en los negocios, titulado Entrepreneurial Nation: Why Manufacturing is Still Key to America's Future (Nación Emprendedora: Por qué la Manufactura sigue siendo Clave para el Futuro de América).El gobernador Jerry Brown lo nombró miembro de la Junta de Inversión en la Fuerza Laboral de California en 2012.Khanna fue miembro de la junta de Planned Parenthood Mar Monte desde 2006 hasta 2013, mientras estaba en licencia de la administración Obama.
En 2014, Khanna dejó Wilson Sonsini para postularse por primera vez al escaño del 17.º distrito del Congreso de California, pero su campaña fue infructuosa.Perdió una reñida elección frente al titular, Mike Honda, pero obtuvo un apoyo considerable de la industria tecnológica de Silicon Valley.Luego, asumió el cargo de Vicepresidente de Iniciativas Estratégicas en Smart Utility Systems. En 2016, desafió nuevamente a Honda y ganó, con un respaldo significativo de firmas de capital de riesgo y empresas tecnológicas.Fue reelegido en 2018, 2020 y 2022.

## Cámara de Representantes de EE.UU.

### Cambio climático
Como presidente de la Subcomisión de Supervisión Medioambiental de la Cámara de Representantes (ouse Oversight Subcommittee on the Environmentt) Khanna presidió la audiencia "Big Oil," donde los directores ejecutivos de ExxonMobil, Chevron, Shell y British Petroleum comparecieron ante el Congreso bajo juramento para investigar la difusión de desinformación sobre el cambio climático. La audiencia tuvo lugar el 28 de octubre de 2021. Ya en el año 2000, Exxon anunciaba en The New York Times que 'los científicos no han podido confirmar' que la quema de combustibles fósiles provoque el cambio climático. Esta fue la primera vez que se obligó a los ejecutivos petroleros a responder bajo juramento a preguntas sobre si sus empresas engañaban al público sobre los efectos de la quema de petróleo, gas y carbón en el aumento de la temperatura de la Tierra y en patrones climáticos extremos, como el agravamiento de tormentas, incendios forestales mortales y sequías más severas.En una entrevista con Yahoo Finanzas, Khanna describió el papel de la industria petrolera en la ofuscación de la ciencia climática: "Contaremos con numerosas pruebas de que estas grandes compañías petroleras tergiversaron la amenaza del cambio climático ante el público estadounidense. Crearon dudas e incertidumbre, a pesar de que tenían científicos en su propia empresa que les advertían que el cambio climático y la crisis climática serían catastróficos, y siguen incurriendo en un patrón de engaño."Khanna también dirigió la investigación de dos años del Comité de Supervisión y Reforma de la Cámara de Representantes (House Committee on Oversight and Reform), que reveló documentos que demostraban cómo las grandes petroleras continúan engañando al público sobre su compromiso con los objetivos climáticos.
En 2018, Khanna se adhirió a la propuesta "Green New Deal" ("Nuevo Pacto Verde") de la representante Alexandria Ocasio-Cortez, que busca formar un plan de cambio climático con el objetivo de una economía de energía 100% renovable.
En marzo de 2019, Khanna fue uno de los 14 miembros de la Cámara que copatrocinaron la Ley de Detección de PFAS (PFAS Detection Act), una legislación destinada a proporcionar 45 millones de dólares (~ 52,9 millones de dólares en 2023) al Servicio Geológico de Estados Unidos con el propósito de desarrollar tecnologías avanzadas que puedan detectar sustancias perfluoroalquiladas y posteriormente realizar muestreos a nivel nacional para PFAS en el medio ambiente.
En un artículo de opinión de diciembre de 2019 en The New York Times, Khanna y el ex secretario de Estado John Kerry presentaron un plan para que Estados Unidos ganara la carrera de la energía verde, comparándola con la carrera espacial.Propusieron que el crédito fiscal para vehículos eléctricos fuera completamente reembolsable en el momento de la compra, permitiendo a los compradores recibir un reembolso inmediato. También pidieron un aumento significativo en el presupuesto de la Agencia de Proyectos de Investigación Avanzada y el doble de los presupuestos de la Oficina de Eficiencia Energética y Energía Renovable y la Oficina de Ciencias del Departamento de Energía, con el fin de fomentar la investigación en energías renovables. Además, abogaron por crear un banco de infraestructura para financiar un sistema de trenes de alta velocidad que alivie la congestión y ofrezca alternativas al transporte aéreo regional. Instaron también a igualar la inversión anual de China en asociaciones público-privadas, señalando que China gastó 126 mil millones de dólares en energía renovable en 2016, mientras que Estados Unidos invirtió poco más de 40 mil millones.
Khanna criticó a los ejecutivos petroleros por aumentar su producción de petróleo el 28 de octubre de 2021; por el contrario, en marzo de 2022, pidió un aumento de la producción después de que aumentaran los precios del gas. En un artículo publicado en el Wall Street Journal, Khanna expuso una estrategia integral para aumentar la producción y el suministro a corto plazo con el fin de reducir drásticamente los precios para la clase trabajadora, y para llevar a cabo un ambicioso proyecto en energías renovables a largo plazo con el fin de diversificar las fuentes de energía y estabilizar los precios. En un artículo publicado en The New York Times, Khanna pidió a Biden que hiciera 'mucho más' para reducir los precios de la gasolina, sugiriendo que las reservas estratégicas de petróleo compraran y vendieran petróleo a bajo costo para estabilizar los precios.
Khanna invitó a la activista climática Greta Thunberg a testificar en una audiencia sobre la eliminación de subsidios a los combustibles fósiles y trabajó con la directora ejecutiva de Greenpeace, Annie Leonard, para liderar la campaña que busca detener la emisión de nuevos permisos para combustibles fósiles en California.
Khanna desempeñó un papel clave en las negociaciones de un año de duración con el senador Joe Manchin para garantizar la inversión climática de 369.000 millones de dólares en la Ley de Reducción de la Inflación de 2022 (Inflation Reduction Act) y atraer a los progresistas de la Cámara de Representantes y a las agrupaciones ecologistas.
Como presidente de la Subcomisión de Supervisión Medioambiental de la Cámara de Representantes (House Oversight Subcommittee on the Environment) Khanna ha colaborado con el presidente Joe Biden en la remodelación de su agenda climática.Khanna ha afirmado que la creación de un comité especial dedicado específicamente a un "Nuevo Pacto Verde" sería una "idea con mucho sentido común", basada en el ejemplo del Comité Especial sobre Independencia Energética y Calentamiento Global (2007-2011), que resultó eficaz en la elaboración de un proyecto de ley sobre límites máximos y comercio de derechos de emisión (American Clean Energy and Security Act) en 2009.

### Política exterior
Partidario de una política exterior más no intervencionista, Khanna escribió un artículo de opinión para Los Angeles Times con el senador Rand Paul el 1 de junio de 2017, en el que abogaba contra las intervenciones militares cuando la seguridad de Estados Unidos no está en peligro. Argumentaron que la nación está cansada de la guerra perpetua desde 2001, y que los llamamientos al cambio de régimen en el extranjero han sido un error. Khanna ha sido crítico con los ataques a Siria. El 22 de diciembre de 2018, Khanna expuso el caso progresista para la retirada de las fuerzas militares de Siria y Afganistán, señalando que el Congreso nunca autorizó la participación de tropas estadounidenses en la guerra civil siria.
En 2019, Khanna fue uno de los ocho legisladores que firmaron un compromiso en el que declaraban su intención de "luchar para reclamar la autoridad constitucional del Congreso para llevar a cabo la supervisión de la política exterior de Estados Unidos y debatir de forma independiente si autorizar cada nuevo uso de la fuerza militar" y llevar "la Guerra eterna a una conclusión responsable y conveniente" tras 17 años de conflicto militar estadounidense.
En 2019, Khanna y el senador Rand Paul encabezaron un grupo bipartidista de legisladores que firmaron una carta a Trump en la que afirmaban que "hace tiempo que es hora de frenar el uso de la fuerza que va más allá de la autorización del Congreso" y esperaban que esto "sirviera como modelo para poner fin a las hostilidades en el futuro, en particular, cuando usted y su administración busquen una solución política a nuestra participación en Afganistán." En una declaración, Khanna dijo: "El presidente no puede seguir una agenda de política exterior sin el consejo y el consentimiento, y mucho menos el apoyo, del Congreso" y agradeció a Paul por ayudarlo "a poner fin a estas guerras", citando que la Constitución no es partidista.
En 2023, Khanna fue uno de los 56 demócratas que votaron a favor de la H.Con.Res. 21, que ordenaba al presidente Joe Biden retirar las tropas estadounidenses de Siria en un plazo de 180 días.

#### Yemen
El 13 de noviembre de 2017, la Cámara de Representantes aprobó una resolución condenando las muertes civiles, el hambre y la propagación de enfermedades en Yemen, admitiendo que gran parte de la responsabilidad por esa crisis humanitaria recae en EE. UU. debido a su apoyo a una intervención militar liderada por Arabia Saudita, y señalando que la guerra ha permitido que al Qaeda, el Estado Islámico y otros grupos prosperen. Khanna, junto con el representante Jim McGovern, fue coautor de la resolución en el piso de la Cámara. La resolución se aprobó con una mayoría bipartidista de 366 a 30. El 27 de septiembre de 2017, Khanna y los representantes Thomas Massie, Mark Pocan y Walter B. Jones Jr. presentaron un proyecto de ley bipartidista en la Cámara que detendría la asistencia militar de EE. UU. a la campaña liderada por Arabia Saudita en Yemen, argumentando que el Congreso nunca aprobó el papel estadounidense en la guerra. En un comunicado conjunto con Pocan, Khanna afirmó: "nuestro objetivo es restaurar al Congreso como la rama del gobierno que constitucionalmente tiene el mandato de declarar la guerra y mantener supervisión sobre ella." En un artículo de opinión para The New York Times que detallaba el costo humano de la guerra en Yemen, Khanna, Pocan y Jones escribieron: "Creemos que el pueblo estadounidense, si se le presentan los hechos de este conflicto, se opondrá al uso de sus impuestos para bombardear y hambrentar a civiles para promover los objetivos regionales de la monarquía saudita."
En noviembre de 2018, después de que funcionarios estadounidenses y saudíes anunciaran que la administración Trump había puesto fin a su apoyo de reabastecimiento en vuelo a los aviones de la coalición liderada por Arabia Saudí que participan en Yemen, Khanna calificó la decisión de "gran victoria", al tiempo que afirmaba la necesidad de que el Congreso aprobara una resolución que garantizara el fin de toda participación estadounidense.En febrero de 2019, el Comité de Asuntos Exteriores de la Cámara de Representantes avanzó un proyecto de ley que ponía fin al apoyo estadounidense a la intervención saudí en Yemen. Khanna señaló que más de "14 millones de yemeníes -la mitad del país- están al borde de la hambruna, y al menos 85,000 niños ya han muerto de hambre y enfermedades como resultado de la guerra" y pidió al Congreso que "ponga fin a la complicidad estadounidense en las atrocidades en Yemen". El 13 de febrero, después de que la Cámara votara a favor de retirar el apoyo a los saudíes en Yemen, Khanna calificó el día de "histórico" y dijo sentirse "animado por la dirección que la gente está empujando a nuestro partido a tomar en política exterior, promoviendo la moderación y los derechos humanos y con la sensación de que quieren que el Congreso desempeñe un papel mucho más importante".

#### Israel
En diciembre de 2017, Khanna criticó la decisión del presidente Trump de reconocer a Jerusalén como la capital de Israel, afirmando: "Los Estados Unidos e Israel comparten valores similares de paz, democracia y emprendimiento. Siempre debemos buscar maneras de fortalecer la relación y abordar las legítimas preocupaciones de seguridad de Israel. Sin embargo, la decisión del presidente de trasladar la embajada estadounidense a Jerusalén es errónea y no avanza la paz."

#### Corea del Norte
El 18 de enero de 2018, Khanna organizó a un grupo de 33 miembros de la Cámara para firmar una carta instando a Trump a restablecer las comunicaciones militares con Corea del Norte. También pidió que se tomaran dos medidas adicionales para aliviar la tensión con la república. Reintrodujo un proyecto de ley que afirmaba explícitamente que el presidente de los Estados Unidos no debería poder lanzar un ataque nuclear sin la aprobación del Congreso, y solicitó a Trump que enviara un equipo bipartidista para negociar directamente con los norcoreanos.
En febrero de 2019, Khanna presentó una resolución para poner fin a la guerra de Corea dejando las tropas estadounidenses en Corea que instaba a la administración Trump a dar "una hoja de ruta clara para lograr un régimen de paz permanente y la desnuclearización pacífica de la península coreana." En un comunicado, Khanna dijo que la diplomacia entre Corea del Norte y Corea del Sur había "creado una oportunidad única en una generación para poner fin formalmente a esta guerra" y abogó por que Trump "trabaje mano a mano con nuestro aliado, el presidente surcoreano Moon Jae-in, para poner fin a la guerra y avanzar hacia la desnuclearización de la península."
Khanna ha trabajado con el expresidente Jimmy Carter, quien ha aceptado viajar a Corea del Norte para reunirse con Kim Jong Un; en 1994, Carter se reunió con el abuelo de Kim, Kim Il Sung.

#### China

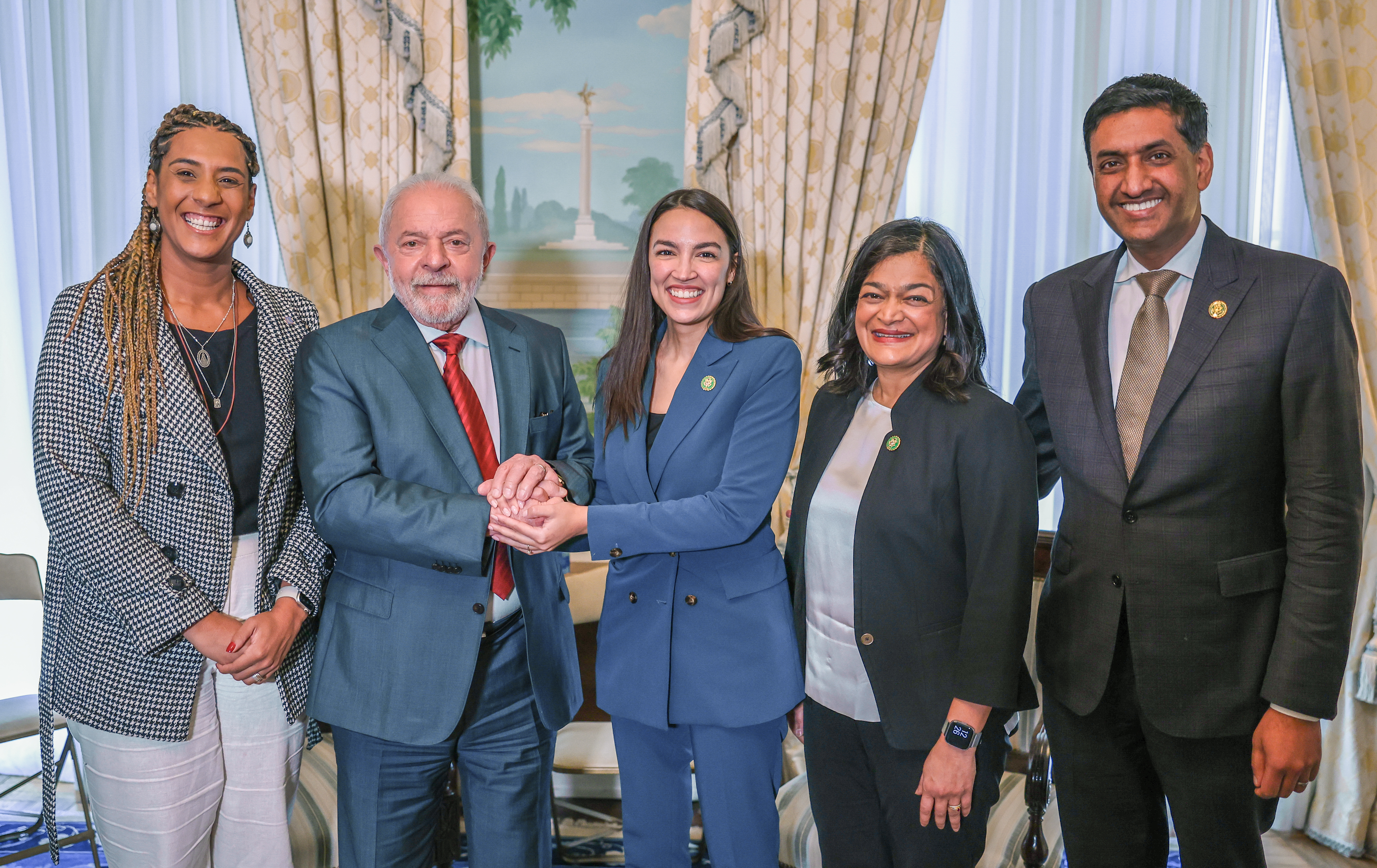
Khanna con Alexandria Ocasio-Cortez, Pramila Jayapal y el presidente brasileño Luiz Inácio Lula da Silva en febrero de 2023

En 2023, el líder demócrata de la Cámara Hakeem Jeffries designó a Khanna en el Comité Selecto de la Cámara sobre Competencia Estratégica entre Estados Unidos y el Partido Comunista Chino.Khanna está impulsando un reequilibrio de la relación de EE. UU. con Chinaen comercio y fortaleciendo la manufactura.Él también es el miembro de rango en el Subcomité de Ciberseguridad, Innovación, Tecnología y Sistemas de Información de la Cámara de Servicios Armados.

#### Brasil
Khanna ha criticado al expresidente de Brasil Jair Bolsonaro, un político de extrema derecha criticado por sus opiniones misóginas, homófobas y antiinmigrantes que ha sido acogido por la administración Trump como aliado y socio. En marzo de 2019, Khanna y otros 29 legisladores demócratas escribieron una carta al secretario de Estado Mike Pompeo que decía en parte: "Desde la elección del candidato de extrema derecha Jair Bolsonaro como presidente, nos ha alarmado particularmente la amenaza que la agenda de Bolsonaro representa para la comunidad LGBT y otras comunidades minoritarias, mujeres, activistas laborales y disidentes políticos en Brasil. Estamos profundamente preocupados de que, al apuntar a los derechos políticos y sociales duramente ganados, Bolsonaro esté poniendo en peligro el futuro democrático a largo plazo de Brasil." Khanna también pidió a la administración Trump que investigara el caso que encarceló al expresidente brasileño Luiz Inácio Lula da Silva por cargos de corrupción, tras la exposición de The Intercept que mostró que el juez Sergio Moro conspiró con los fiscales para condenar a Lula y evitar que el Partido de los Trabajadores regresara al poder.

### Economía
Khanna ha instado a sus colegas que adopten una plataforma económica más progresista.Fred Hiatt, editor de la página editorial de The Washington Post, ha sugerido que Khanna es una voz económica nueva y reflexiva para el Partido Demócrata.Khanna es uno de los primeros copatrocinadores de la Ley de Universidades para Todos del senador Bernie Sanders, una ley que busca hacer que las universidades públicas sean gratuitas.También ha propuesto la ampliación en un billón de dólares del crédito fiscal por ingresos del trabajo,financiado por un impuesto a las transacciones financieras, para ayudar a las familias trabajadoras de Estados Unidos.
En el Comité de Presupuesto, Khanna señaló que Trump estaba a favor de un sistema sanitario con pagador único en 2000.Khanna apoya ahora un proyecto de ley de la Cámara de Representantes para proporcionar "Medicare para todos".
Khanna ha copatrocinado la Ley de Recompensa del Trabajo de 2018, para reformar la legislación laboral y el derecho corporativo de Estados Unidos garantizando el derecho de los empleados de las empresas cotizadas a elegir un tercio del consejo de administración.
Khanna apoya la sindicalización de Starbucksy Maximus,y ha instado a los legisladores de California y al gobernador Gavin Newsom a promulgar la ley AB257, que establece normas laborales que cubren la industria de comida rápida del estado, incluidos salarios, horarios de trabajo, salud y seguridad, y formación.Khanna lideró el Congreso en la redacción de una carta a Howard Schultz para defender el derecho de los trabajadores de Starbucks a sindicalizarse.
Khanna fue uno de los 46 demócratas que votaron en contra de la aprobación final de la Ley de Responsabilidad Fiscal de 2023 en la Cámara.

### Tecnología y empleo en manufactura
Khanna ha sido calificado de "embajador poco convencional" del Partido Demócrata para impulsar la tecnología y la innovación en todo EE. UU.Khanna instó a los ejecutivos de Silicon Valley y a las empresas tecnológicas a hacer más en todo el país para crear puestos de trabajo tecnológicos y diversificar sus esfuerzos de contratación asegurándose de reclutar a la próxima generación de trabajadores tecnológicos no sólo de las instituciones de la Ivy League, sino también de las escuelas estatales y de las universidades históricamente negras. En un artículo de opinión publicado en The Washington Post, Khanna escribió: "Las empresas tecnológicas deben ofrecer una visión ambiciosa de cómo todos los estadounidenses, independientemente de su geografía, pueden beneficiarse de una economía impulsada por la tecnología. Esto significa hacer inversiones no solo en California, Massachusetts y Nueva York, sino también en startups y emprendedores en ciudades y comunidades rurales de todo el país."Khanna ha argumentado que Silicon Valley debería compartir su éxito económico con el resto de EE. UU.También ha apoyado durante mucho tiempo la creación de empleos en el sector manufacturero avanzado en todo el país, un tema que aborda en su libro Entrepreneurial Nation: Why Manufacturing Is Still Key to America's Future.
Khanna, el líder de la mayoría en el Senado, Chuck Schumer, el senador Todd Young y el representante Mike Gallagher son coautores de la Ley de Fronteras Infinitas (Endless Frontier Act), un aumento masivo de la financiación de la ciencia que crea centros tecnológicos en todo el país.
La Ley Valor (Valor Act) de Khanna fue aprobada tanto por la Cámara de Representantes como por el Senado y fue firmada por el presidente Donald Trump el 21 de noviembre de 2017. La legislación facilita a las empresas ofrecer pasantías a veteranos.Trump firmó el segundo proyecto de ley de Khanna, la Ley IDEA (IDEA Act), el 20 de diciembre de 2018. Requiere que todas las agencias federales modernicen sus sitios web al estándar del sector privado.
En marzo de 2017, Khanna viajó a Paintsville, Kentucky, conocida como 'Silicon Holler', con una delegación bipartidista del Congreso para apoyar a TechHire Eastern Kentucky, un programa que capacita a los habitantes de Kentucky en campos como la tecnología informática y la programación. Expresó su respaldo a un amplio programa de aprendizaje tecnológico que podría beneficiar a regiones de Estados Unidos como los Apalaches, proporcionando a los trabajadores las habilidades necesarias para iniciar carreras en el sector tecnológico. La prensa ha denominado a Khanna 'el embajador de Silicon Valley'. En mayo de 2017, defendió la Comisión Regional de los Apalaches y la Manufacturing Externship Partnership, una política de la era Reagan, cuando el presupuesto propuesto por Trump para 2018 eliminó su financiación. Khanna pidió que se cuadruplicara el presupuesto del programa.
Khanna aprobó su primera iniciativa legislativa como demócrata principal junto con el líder de la mayoría, Kevin McCarthy, para permitir a los veteranos utilizar la financiación de la G.I. Bill en programas de formación tecnológica.
En 2022, Khanna fue nombrado miembro de la Comisión de Seguridad Nacional sobre Biotecnología Emergente (National Security Commission on Emerging Biotechnology), una comisión bipartidista encargada de hacer recomendaciones políticas al Congreso y al poder ejecutivo.
En 2023, Khanna lideró un esfuerzo conjunto con Google, universidades comunitarias y universidades históricamente negras para establecer una asociación público-privada destinada a ofrecer apoyo financiero, capacitación profesional y acceso a empleos bien remunerados en el sector tecnológico a más de 100 estudiantes. Esta iniciativa se implementó en ocho universidades de Pensilvania, Iowa, Carolina del Sur, Misisipi, Illinois, Nueva York, New Hampshire y Nevada. Cada participante recibió un estipendio de 5,000 dólares y una credencial de 18 meses.
En un artículo de opinión en The New York Times, Khanna expuso su visión para llevar empleos tecnológicos a las zonas rurales y las pequeñas ciudades de Estados Unidos. Abogó por un aumento en la financiación de los colegios comunitarios y universidades para establecer institutos tecnológicos, respaldó una inversión de 80 mil millones de dólares en internet de fibra óptica de alta velocidad a nivel nacional y propuso incentivos federales para fomentar la contratación de empresas de ingeniería de software con base rural por parte del gobierno. Khanna también lideró una delegación de ejecutivos de Silicon Valley a Jefferson, Iowa, donde colaboraron con colegios comunitarios locales y Pillar Technology para crear empleos en diseño de software con salarios de 65,000 dólares al año.

### Monopolios
Khanna fundó y copreside el Grupo Antimonopolio de la Cámara de Representantesy ha pedido que se reoriente la política antimonopolio para tener en cuenta el impacto en el empleo, los salarios, las pequeñas empresas y la innovación. Ha pedido también que se examine la fusión entre Whole Foods y Amazon.
En 2018, junto al senador Bernie Sanders, Khanna propuso la Ley Stop BEZOS, que impondría impuestos a las empresas por cada dólar que sus empleados reciban en beneficios de salud gubernamentales o cupones de alimentos.La ley también prohibiría a cualquier gran empresa investigar si un posible empleado recibe asistencia federal. La razón de Khanna para esta legislación era que obligaría a las corporaciones a aumentar los salarios de los trabajadores o a financiar los programas de bienestar de los que dependen sus empleados. Economistas del Center on Budget and Policy Priorities publicaron un análisis del proyecto, concluyendo que perjudicaría a los trabajadores de bajos salarios al dar a las corporaciones incentivos para no contratar a quienes dependen de programas de asistencia federal. Khanna desafió directamente al CEO de Amazon, Jeff Bezos, afirmando que si Bezos "anunciara que pagaría a todos al menos un salario mínimo de $15 y ofrecería horas fiables, [él] podría establecer el estándar." En respuesta a la legislación y críticas de Sanders y Khanna, el 2 de octubre de 2018, Bezos anunció que Amazon aumentaría el salario de todos los empleados a $15 la hora, con efecto a partir de noviembre de 2018.
En noviembre de 2018, Khanna y Bernie Sanders presentaron la Ley Stop WALMART, destinada a prohibir que las grandes empresas recompren sus propias acciones a menos que la empresa tenga un salario mínimo por hora de $15 (~ $18,00 en 2023) para todos los empleados, permita a los empleados ganar hasta siete días de licencia por enfermedad remunerada y pague al CEO de la empresa o al empleado mejor pagado no más de 150 veces el salario medio de los empleados.
Khanna escribió al inspector general del Departamento de Defensa solicitando que investigue a TransDigm Group, un fabricante de piezas de aviación y proveedor de empresas como Boeing. Señaló que TransDigm podría estar eludiendo las normas que protegen a los contribuyentes estadounidenses, ya que el fabricante realiza negocios con el Pentágono. Expresó su deseo de asegurarse de que TransDigm Group no está añadiendo costes innecesarios al contribuyente estadounidense y no está contribuyendo al aumento de 54.000 millones de dólares en el gasto de defensa propuesto por la administración Trump. TransDigm acordó reembolsar 16,1 millones de dólares al Departamento de Defensa.

### Derechos LGBT
Khanna lideró la legislación para implementar un identificador de género inclusivo "X" en los pasaportes de EE. UU., lo que sirvió de base para la acción del Departamento de Estado sobre el tema.

### Aborto
Khanna se opuso a la anulación del caso Roe contra Wade, calificándola de "desgarradora". Dijo que la decisión "priva a los estadounidenses de su libertad básica y pone en peligro la salud y la seguridad de millones de personas. Priva a las mujeres del derecho a tomar sus propias decisiones sobre su cuerpo y su futuro", especialmente a las mujeres con bajos ingresos, a las mujeres de color y a las mujeres que viven en zonas rurales.

### Administración Biden
Hasta octubre de 2021, Khanna había votado en línea con la posición declarada de Joe Biden el 100% de las veces.

### Carta de Derechos de Internet
En abril de 2018, Nancy Pelosi pidió a Khanna que redactara la Carta de Derechos de Internet (Internet Bill of Rights) tras la violación de datos de Cambridge Analytica y el testimonio de Mark Zuckerberg ante el Congreso.En octubre de 2018, Khanna publicó un conjunto de principios para una Carta de Derechos de Internet, incluido el derecho de los ciudadanos estadounidenses a tener pleno conocimiento y control sobre sus datos personales en línea, el derecho a ser notificado y dar su consentimiento cuando una entidad pretenda recopilar o vender los datos personales de uno, y la garantía de neutralidad de la red.
El inventor de la World Wide Web, Tim Berners-Lee, ha respaldado los principios de Khanna para la Carta de Derechos de Internet.La ex secretaria de Estado Hillary Clinton elogió los esfuerzos por establecer la carta, afirmando que "ya es hora de exigir a todas las naciones y empresas que respeten el derecho de las personas a controlar sus propios datos.... Tecnólogos como Tim Berners-Lee, inventor de la World Wide Web, y Ro Khanna, congresista estadounidense representante de Silicon Valley, están realizando una importante labor. Están intentando desarrollar directrices sobre cómo podría funcionar."

### NO PAC Caucus
En 2017, Khanna cofundó el NO PAC Caucusen la Cámara junto con otros dos miembros, Beto O'Rourke y Jared Polis. Posteriormente, otros tres representantes de Estados Unidos optaron por rechazar todas las contribuciones de los comités de acción política: Phil Roe, Francis Rooney y John Sarbanes. Estos miembros no completarían cuestionarios ni se comprometerían con posiciones ante los comités de acción política a cambio de contribuciones. Khanna y O'Rourke también presentaron un proyecto de ley para prohibir que los PAC contribuyan a los miembros del Congreso.
En diciembre de 2018, Khanna, el académico constitucional Bruce Ackerman y el senador Russ Feingold propusieron un plan para los "Democracy Dollars". Según la propuesta, cada ciudadano estadounidense recibiría $50 para gastar en elecciones federales. Khanna también ha trabajado con el representante republicano Mike Gallagher de Wisconsin en propuestas de reforma.
Khanna ha expresado que cree que el Partido Demócrata necesita repensar su programa político al enfocarse en temas progresistas como la educación universitaria gratuita, Medicare para todos y la eliminación de la influencia corporativa y del dinero en la política.
Khanna presentó una reforma de 5 puntos para prohibir el comercio de acciones a los miembros y sus cónyuges, prohibir todo dinero de PAC y grupos de presión, establecer límites de mandato para miembros del Congreso y jueces de la Corte Suprema, prohibir que los miembros del Congreso se conviertan en cabilderos y establecer un código de ética judicial para la Corte Suprema.

### Seguridad para trabajadores sexuales
Khanna se asoció con la senadora Elizabeth Warren para estudiar el impacto de FOSTA-SESTA, incluyendo el aumento de la violencia y agresiones sexuales, sobre los trabajadores sexuales.

### Libertad de expresión
Khanna es un defensor de la libertad de expresión. En 2022, la publicación de los Twitter Files destacó sus esfuerzos por detener a la antigua administración de Twitter de censurar la historia del portátil de Hunter Biden en New York Post.

### Farmacéuticas
El 20 de noviembre de 2018, Khanna y Bernie Sanders presentaron un proyecto de ley destinado a abolir los monopolios en la industria farmacéutica y autorizar a las empresas a fabricar versiones genéricas más baratas de un medicamento si su precio es superior al precio medio en Canadá, Reino Unido, Alemania, Francia y Japón. Sanders afirmó en un comunicado que EE. UU. era el único país del mundo que permitía a las compañías farmacéuticas fijar "cualquier precio por cualquier razón" y que la "avaricia de la industria de los medicamentos con receta está matando literalmente a los estadounidenses".

### Cuidado infantil
En 2024, Khanna presentó un proyecto de ley de cuidado infantil universal modelado inspirado en el sistema canadiense. La legislación establece un límite en los costos de cuidado infantil para familias con ingresos inferiores a $250,000 anuales, fijándolo en $10 por día, y manda un salario mínimo de $24 para los trabajadores de cuidado infantil. El proyecto de ley, con un costo estimado de $780 mil millones durante 10 años, permite a las familias elegir entre opciones de cuidado infantil privadas, públicas, comunitarias o a domicilio. El programa también ayuda a los padres que se quedan en casa. Los proveedores tienen la opción de participar en el programa de $10 al día y recibir incentivos en forma de subvenciones. La participación no es obligatoria.

### Violencia policial
Khanna lideró esfuerzos en la Cámara para que el uso de la fuerza sea considerado solo como un último recurso. Esta medida fue adoptada en la Ley George Floyd de Justicia Policial (George Floyd Justice in Policing Act), que fue aprobada por la Cámara.También ha abogado enérgicamente por abolir el filibustero y por la aprobación de legislación sobre derechos de voto.

### Combatiendo el antisemitismo en campus universitarios y a nivel internacional
Khanna lideró una resolución bipartidista para abordar el antisemitismo en campus universitarios, que proporciona financiamiento para la educación sobre el Holocausto, el antisemitismo actual y la Segunda Guerra Mundial.
El 25 de abril de 2018, 57 miembros de la Cámara de Representantes, encabezados por Khanna, publicaron una condena de la distorsión del Holocausto en Ucrania y Polonia. Criticaron la nueva ley del Holocausto de Polonia y las leyes de memoria de 2015 de Ucrania que glorifican al Ejército Insurgente Ucraniano y a sus líderes, como Román Shujévych. La condena se produjo en una carta bipartidista abierta al subsecretario de Estado John J. Sullivan. La carta decía en parte: ''Le instamos a que se una a nosotros y a las organizaciones de derechos humanos en la lucha contra el antisemitismo, la xenofobia y todas las formas de intolerancia, pidiendo a los gobiernos polaco y ucraniano que rechacen inequívocamente la distorsión del Holocausto y el homenaje a los colaboradores nazis y que persigan plenamente los crímenes antisemitas. También le pedimos que detalle qué medidas está tomando el gobierno de Estados Unidos (EE.UU.) para vigilar los casos de distorsión del Holocausto y garantizar que EE.UU. no está apoyando ni financiando a grupos e individuos que promueven o justifican el antisemitismo. Creemos que estas medidas deben incluir una petición firme de que se deroguen estas leyes ofensivas''La Asamblea Estatal de California aprobó una resolución por separado en la que pedía al Congreso que presionara a los legisladores polacos para que cambiaran esta nueva ley sobre el discurso del Holocausto. Andrzej Pawluszek, asesor del Primer Ministro polaco Mateusz Morawiecki, calificó las afirmaciones de la carta del Congreso de ''irresponsables y chocantes''.La Asociación de Organizaciones y Comunidades Judías de Ucrania también reprendió la carta del Congreso, calificándola de "difamación anti-ucraniana".

### Combatir el nacionalismo hindú
Varghese K. George, de The Hindu, calificó a Khanna de "inequívoco y firme defensor de una América pluralista y de los lazos entre la India y Estados Unidos", que "por la misma razón rechaza el hindutva y su nacionalismo excluyente". En una declaración dirigida a Tulsi Gabbard, Khanna afirmó que "es deber de todo político estadounidense de fe hindú defender el pluralismo, rechazar el hindutva y hablar en favor de la igualdad de derechos para hindúes, musulmanes, sijs, budistas y cristianos", una declaración que fue criticada en una carta publicada por la Hindu American Foundation y firmada por lo que se describió como "un número récord de 230 organizaciones indio-americanas en EE.UU.", que también se opusieron a la pertenencia de Khanna al Caucus del Congreso sobre Pakistán.

### Reforma del abuso de H1B
Khanna copatrocinó la H.R.1303, un proyecto de ley bipartidista que acompaña a la Ley de Reforma de los Visados H-1B y L-1 de 2017 diseñada para evitar la explotación de los trabajadores extranjeros sin dejar de reconocer las contribuciones de los inmigrantes a la economía estadounidense. El proyecto de ley revisaría los programas de visados H-1B y L-1 para proteger a los trabajadores estadounidenses y frenar la externalización de empleos estadounidenses al extranjero.

### Límite de mandatos
Khanna ha liderado un proyecto de ley para limitar los mandatos de los jueces de la Corte Suprema. En 2022, calificó las recientes decisiones conservadoras de la corte como antiegalitarias y antidemocráticas.

### Servicios para Constituyentes y Cultura de Oficina
Khanna fue reconocido como una de las dos oficinas de 435 por tener la mejor cultura laboral por la Fundación de Gestión del Congreso (Congressional Management Foundation) en 2023 y por los mejores servicios para constituyentes en 2019.

### Asignaciones de comités
Para el 118.º Congreso:
- Comité de Servicios Armados
  - Subcomité de Ciberseguridad, Tecnologías de la Información e Innovación (Miembro de rango)
  - Subcomité de Fuerzas Estratégicas
- Comité de Supervisión y Responsabilidad
  - Subcomité de Ciberseguridad, Tecnología de la Información e Innovación Gubernamental
  - Subcomité de Crecimiento Económico, Política Energética y Asuntos Regulatorios
- Comité Selecto sobre la Competencia Estratégica entre Estados Unidos y el Partido Comunista Chino

### Membresías en caucus
- Caucus de Soluciones Climáticas[197]
- Caucus NOPAC[198]
- Caucus de India[198]
- Caucus de Pakistán[198]
- Caucus Vietnamita[198]
- Caucus Antimonopolio[198]
- Caucus Progresista[199]
- Caucus Medicare para Todos
- Caucus Blockchain del Congreso[200]
- Caucus del Enmienda de Igualdad de Derechos[201]

## Elecciones

### 2004
En 2004, Khanna llevó a cabo una de las primeras campañas contra la guerra de Irak para la Cámara de Representantes de los Estados Unidos, desafiando sin éxito a Tom Lantos en las primarias demócratas del 12.º distrito congresional de California. A pesar de recibir respaldos de figuras prominentes como Matt Gonzalez y el periódico San Mateo County Times, Khanna obtuvo 17,107 votos, lo que representó el 19.87% del total. Lantos, el titular, ganó la primaria con 63 323 votos (73,53%) mientras que otros candidatos, como Maad Abu-Ghazalah, sumaron 5,678 votos (6,59%). En total, se emitieron 86 113 votos en esta contienda.

### 2012
Khanna tenía intención de presentarse como candidato a la Cámara de Representantes por el distrito 15.º distrito congresional de California en las elecciones de 2012, con la esperanza de suceder al demócrata Pete Stark tras su eventual retiro, aunque declaró que no se enfrentaría directamente a Stark.Recaudó 1,2 millones de dólares, recibiendo el apoyo del gobernador Brown, la líder de la minoría en la Cámara de Representantes , Nancy Pelosi, el ex secretario de Transporte Norman Mineta, las representantes Zoe Lofgren y Anna Eshoo, y los empresarios Vinod Khosla y John W. Thompson. El total de recaudación de fondos de Khanna para el cuarto trimestre de 2011 superó al de todos los candidatos a la Cámara, excepto dos, a nivel nacional.Eric Swalwell derrotó a Stark en 2012.

### 2014
En las elecciones de 2014, Khanna se enfrentó al titular Mike Honda en el distrito congresional 17.º distrito congresional de California. Khanna obtuvo 64 847 votos (48,2%), mientras que Honda ganó con 69 561 votos (51,8%).La campaña de Khanna fue financiada por muchos de los nombres más importantes de la industria tecnológica, como Marissa Mayer, directora ejecutiva de Yahoo, Sheryl Sandberg, directora ejecutiva de Facebook, Eric Schmidt, presidente de Google, Sean Parker, fundador de Napster, el inversor Marc Andreessen y el inversor de capital riesgo Steve Westly. La campaña de Khanna recibió un respaldo significativo de ejecutivos de empresas tecnológicas como Google, Facebook y Yahoo!, así como de varias juntas editoriales, incluyendo el San Jose Mercury News, el San Francisco Chronicle y el Contra Costa Times.
Se presentó una demanda ante el Tribunal Superior del condado de Sacramento en la que se alegaba que Khanna había reclutado a candidatos con nombres similares para que se presentaran a las elecciones como republicanos con el fin de dividir el voto republicano entre tres. El 28 de marzo de 2014, el Tribunal descalificó a uno de los candidatos y dictaminó que Khanna no tenía ninguna relación con el incidente.

### 2016
En junio de 2015, Khanna anunció su intención de postularse nuevamente en las elecciones primarias de 2016 en el 17.º distrito congresional de California, y a diferencia de su campaña anterior, no aceptó donaciones de comités de acción política o corporaciones. Recaudó $480 500 de individuos relacionados con la industria de valores e inversiones y $170 752 de aquellos vinculados a la fabricación de electrónica.
El 7 de junio de 2016, Khanna ganó las primarias con 52.059 (39,1%) votos. Honda quedó segundo con 49.823 (37,4%) votos. Los dos demócratas avanzaron a las elecciones generales del 8 de noviembre de 2016. Khanna se convirtió en el representante electo el 8 de noviembre tras derrotar a Honda, 61% a 39%.Según el East Bay Times, Khanna ganó con una plataforma de campaña centrada en "mover al Partido Demócrata hacia una postura más progresista". Celebró su primer ayuntamiento como congresista el 22 de febrero de 2017 en el Ohlone College.
Después de su victoria, Khanna se unió oficialmente a los Justice Democrats el 10 de mayo de 2017.

### 2018
Khanna fue reelegido en las elecciones generales de 2018, derrotando al republicano Ron Cohen con un margen de 72,5% frente a 27,5%.

### 2020
Khanna fue reelegido en las elecciones generales de 2020, derrotando al republicano Ritesh Tandon con el 71,3% de los votos.
Khanna también copresidió la campaña presidencial de Bernie Sanders en 2020.

### 2022
Khanna reafirmó su liderazgo con 127 853 votos (70,9%) frente a los 52 400 votos (29,1%) de Ritesh Tandon, sumando un total de 180 253 votos.

## Vida personal
Khanna reside en Fremont, California, con su esposa Ritu Khanna (nacida Ahuja), también estadounidense de origen indio, y sus dos hijos. El padre de Ritu es Monte Ahuja, quien en 1975 fundó Transtar, una empresa de suministro de piezas de transmisión automotriz en Solon, Ohio.
A partir de 2016, Khanna fue vicepresidente de Iniciativas Estratégicas en Smart Utility Systems, una empresa de eficiencia energética con oficina en Santa Clara. Smart Utility Systems produce software para la conservación del agua y para reducir el consumo de electricidad.
Khanna es hindú practicante y describe su fe como "gandhiana".